# Человеческое сафари (кампания террора)
Шаблон:Военный конфликт
«Человеческое сафари» (англ. Human Safari) — термин, используемый для описания кампании, в ходе которой российские вооружённые силы целенаправленно атакуют мирных жителей с применением беспилотников в Херсонской области, Украина, начиная с мая 2024 года.

## История
После освобождения Херсона украинские силы, российские войска разместились на противоположном берегу Днепра и начали использовать дроны для прицельных ударов по гражданским лицам и инфраструктуре в городе. Местные жители начали называть происходящее «человеческим сафари», подчёркивая характерные признаки охоты на людей с воздуха.
По данным ООН, существует высокая вероятность того, что Вооружённые силы Российской Федерации причастны к убийствам, насильственному перемещению, террору, нападениям на гражданских и посягательствам на личное достоинство, квалифицируемых как военные преступления и Преступления против человечности.
В отчёте правозащитной организации Human Rights Watch (HRW) выражена аналогичная позиция: в документе утверждается, что российские вооружённые силы виновны в нападениях на гражданских лиц, убийствах и действиях, направленных на террор, что также расценивается как военные преступления и преступления против человечности.

## Реакция и расследование
Видео атак с дронов используются международными следственными органами, включая Международный уголовный суд и Комиссию ООН по расследованию событий в Украине, в качестве доказательств военных преступлений и преступлений против человечности.